# آنتونین پروخازکا
آنتونین پروخازکا (چکی: Antonín Procházka؛ زادهٔ ۱۹ آوریل ۱۹۴۱) بازیکن والیبال اهل چکسلواکی بود.